# Chlorota parensis
Chlorota parensis är en skalbaggsart som beskrevs av Soula 2002. Chlorota parensis ingår i släktet Chlorota och familjen Rutelidae. Inga underarter finns listade i Catalogue of Life.